# 네오스티그민
네오스티그민(neostigmine)은 가역 아세틸콜린 에스테라제의 역할을 하는 부교감 신경양 작용제이다. 1931년 애실만(Aeschlimann)과 라이너(Reinert)가 처음 합성하였다.
의학 목적으로 사용되지만 부작용도 있다. 브롬화 네오스티그민(neostigmine bromide)은 사이안화 칼륨(청산가리) 보다 5배 독성이 강하며 파커 만년필 독침의 주원료이기도 하다.

## 의학적 이용
네오스티그민은 중증 근무력증이나 마취통증의 근긴장도를 개선하는데 사용되며, 요폐 환자에게도 적용할 수 있다.

## 부작용
이 물질은 두통, 이마통, 시력 저하, 수정체떨림, 각막 주위 충혈, 충혈성 홍채염, 각종 알레르기 반응, 또 드물게 망막박리 등의 부작용이 나타날 수 있다.
서맥 현상을 일으킬 수 있기 때문에 아트로핀이나 글리코피롤레이트 따위의 부교감 신경 억제제와 함께 사용하는 것이 보통이다.
또, 이 물질이 주사된 직후에는 식욕 부진, 메스꺼움, 구토, 복통, 설사 등의 증상을 유발할 수 있다.

## 브롬화 네오스티그민 관련 사건
브롬화 네오스티그민은 조선민주주의인민공화국의 첩보원들이 암살에 사용한 독약이기도 하다.
1996년 10월 1일 최덕근 블라디보스토크 영사가 네오스티그민 브로마이드 중독으로 사망했다.
2011년 8월 21일 김창환 선교사가 중국 단둥에서 사망했다. 12월 국립과학수사연구원에서 브롬화 네오스티그민 중독으로 사망했음이 밝혀졌다.
2011년 8월 22일 10여년간 대북 인권활동을 해온 강호빈 목사가 옌지에서 독침을 맞았으나 사망하지 않았다. 2012년 5월 27일 옌벤에서 교통사고로 사망했다.
2011년 9월 3일 대북삐라를 살포하는 자유북한운동연합 박상학 대표를 네오스티그민브로마이드로 독살하려던 탈북자 안 모 씨가 현장에서 국정원에 체포되었다. 56세인 안 모 씨는 1996년 탈북자로 2011년 4월 북한 정찰총국 공작원에 포섭되었다. 가족을 평양에 살 게 해주겠다는 회유를 받았다. 안 모 씨는 황장엽 비서의 측근인 김덕홍 여광무역 대표의 암살도 시도했다.